# Wahlkreis Inverness East, Nairn and Lochaber (Schottisches Parlament)
| Inverness East, Nairn and Lochaber                         |
| ---------------------------------------------------------- |
| Inverness East, Nairn and Lochaber · Highlands and Islands |
| Gebildet                                                   |
| 1999                                                       |
| Abgeschafft                                                |
| 2011                                                       |
| Regionen                                                   |
| Highland                                                   |

Inverness East, Nairn and Lochaber war ein Wahlkreis für das Schottische Parlament. Er wurde 1999 als einer von acht Wahlkreisen der Wahlregion Highlands and Islands eingeführt, die im Zuge der Revision der Wahlkreise im Jahre 2011 neu zugeschnitten wurde. Hierbei wurde der Wahlkreis Inverness East, Nairn and Lochaber aufgelöst. Er umfasste zentrale Gebiete der Council Area Highland mit den Städten Fort William, Inverness und Nairn. Bei Zensuserhebung 2001 lebten insgesamt 85.125 Personen innerhalb seiner Grenzen. Die Gebiete sind in den neuen Wahlkreisen Skye, Lochaber and Badenoch und Inverness and Nairn aufgegangen. Es wurde ein Abgeordneter entsandt.

## Wahlergebnisse

### Parlamentswahl 1999
| Ergebnisse der Parlamentswahl 1999 | Ergebnisse der Parlamentswahl 1999 | Ergebnisse der Parlamentswahl 1999 | Ergebnisse der Parlamentswahl 1999 |
| Partei                             | Kandidat                           | Stimmen                            | %                                  |
| ---------------------------------- | ---------------------------------- | ---------------------------------- | ---------------------------------- |
| SNP                                | Fergus Ewing                       | 13.825                             | 33,1                               |
| Labour                             | Joan Aitken                        | 13.384                             | 32,0                               |
| Liberal Democrats                  | Donnie Fraser                      | 8508                               | 20,3                               |
| Conservative                       | Mary Scanlon                       | 6107                               | 14,6                               |

### Parlamentswahl 2003
| Ergebnisse der Parlamentswahl 2003 | Ergebnisse der Parlamentswahl 2003 | Ergebnisse der Parlamentswahl 2003 | Ergebnisse der Parlamentswahl 2003 | Ergebnisse der Parlamentswahl 2003 |
| Partei                             | Kandidat                           | Stimmen                            | %                                  | ±                                  |
| ---------------------------------- | ---------------------------------- | ---------------------------------- | ---------------------------------- | ---------------------------------- |
| SNP                                | Fergus Ewing                       | 10.764                             | 30,9                               | −2,2                               |
| Labour                             | Rhoda Grant                        | 9718                               | 27,9                               | −4,1                               |
| Conservative                       | Mary Scanlon                       | 6205                               | 17,8                               | +3,2                               |
| Liberal Democrats                  | Patsy Kenton                       | 5622                               | 16,2                               | −4,1                               |
| Scottish Socialist                 | Steven Arnott                      | 1661                               | 4,8                                | +4,8                               |
| Parteilos                          | Thomas Lamont                      | 825                                | 2,4                                | +2,4                               |
| Wahlbeteiligung: 34.795 (52,17 %)  |                                    |                                    |                                    |                                    |

### Parlamentswahl 2007
| Ergebnisse der Parlamentswahl 2007 | Ergebnisse der Parlamentswahl 2007 | Ergebnisse der Parlamentswahl 2007 | Ergebnisse der Parlamentswahl 2007 | Ergebnisse der Parlamentswahl 2007 |
| Partei                             | Kandidat                           | Stimmen                            | %                                  | ±                                  |
| ---------------------------------- | ---------------------------------- | ---------------------------------- | ---------------------------------- | ---------------------------------- |
| SNP                                | Fergus Ewing                       | 16.443                             | 41,5                               | +10,6                              |
| Liberal Democrats                  | Craig Harrow                       | 10.972                             | 27,7                               | +11,5                              |
| Labour                             | Linda Stewart                      | 7559                               | 19,1                               | −8,8                               |
| Conservative                       | Jamie Halcro Johnston              | 4635                               | 11,7                               | −6,1                               |
| Wahlbeteiligung: 39.609 (55,31 %)  |                                    |                                    |                                    |                                    |